# Romance de Horn
Romance de Horn é um conto de literatura anglo-normanda de aventura escrito entre 1160 e 1165 por um autor anônimo creditado como "Thomas". Alguns estudiosos acreditam que este poeta poderia tratar-se de Thomas da Inglaterra, mas não há confirmação.

## Enredo
O herói do conto, chamado Horn, é o filho do rei Alof de Suddene (provavelmente em alguma localidade próxima de Devon). Quando os sarracenos matam seus pais, Horn fica órfão e, com doze colegas, freta um barco para chegar à orla de Bretanha, onde cresce até se fazer um homem. Lá, apaixona-se por Rymenhild, a filha do rei. Defende o reino da invasão dos sarracenos, mas o rei o exila na Irlanda após ilicitamente acusá-lo de tentar usurpar o trono. Na Irlanda, Horn prova seu heroísmo e o rei oferece a mão de sua filha, mas Horn recusa-a e, após algum tempo, retorna a Bretanha para resgatar e se casar com Rymenhild. A história converteu-se na base de um dos primeiros romances ingleses, King Horn, escrito por volta de 1225.